# 레시퐁 레오
레시퐁 레오(Recipon Leo, 2008년 9월 7일 ~ )는 대한민국 국적의 어머니와 프랑스 국적의 아버지 사이에서 태어난 프랑스계-한국계 혼혈인 어린이 배우이다.

## 주요 활동

### 스튜디오 홍보모델
- 숲 스튜디오
- 베이비쿠키 스튜디오
- 포즈앙팡 스튜디오
- 종이거울 스튜디오
- 나무그린 스튜디오 광명점,목동점,청담점
- 베이비샤워 스튜디오
- 하늘곰 스튜디오 샘플촬영
- 사과나무 스튜디오 동탄점 샘플촬영
- 세이치즈 스튜디오 평창점 샘플촬영
- 릴리스튜디오 2010년 코엑스 베이비페어 촬영

### 잡지
- 2009년 7월,8월,10월,12월 맘앤앙팡 내지&부록 촬영
- 2009년 8월,10년 2월,4월,9월 베이비 내지 촬영
- 2009년 8월,11월,10년 1월,4월 베스트베이비 내지 촬영
- 2010년 6월 베이비 화보촬영
- 2009년 9월 W KOREA 화보 촬영
- 2009년 11월,10년 9월(닥스키즈) 까사리빙 화보 촬영
- 2009년 12월 에스콰이어 화보 촬영
- 2010년 11월 앙쥬 패션 화보 촬영

### 잡지표지
- 2010년 2월 베스트베이비 표지 촬영
- 2010년 4월,11월 맘앤앙팡 표지 촬영

### 피팅모델
- 엠버
- 도담도담
- 쁘띠엘
- 재주소년
- 루앤코
- 릴션
- 슈가민트

### 웨어링모델
- 해피랜드 프리미에쥬르
- 블루독
- 레드디어
- 쇼콜라
- 캔키즈

### TV
- MBC 주말드라마 보석 비빔밥 '궁태자' 역
- KBS 이휘소의 진실 3세 '제프리'역
- 아리랑 TV "hand in hand" baby model Leo
- MBC 기분좋은 날 연예플러스 "빛나는 아역열전"
- KBS JOY 시즌5 엠블랙의 헬로베이비

### 지면
- 원토이 뽀로로 볼풀 패키지 제품 이미지 촬영
- 원토이 토마스 볼풀 패키지 제품 이미지 촬영
- 원앤원 베이비 바운서 체어 패키지 제품 이미지 촬영
- 원앤원 토마스 어린이볼 패키지 제품 이미지 촬영
- 보솜이 팬티 특대형 패키지 제품 이미지 촬영
- 지나월드 2011년형 뽀로로 프리미엄 뉴베스트 자전거 제품 이미지 촬영
- 레드디어 2010년 여름 DP 화보 촬영

### 광고
- 락앤락 비스프리 TV CF 온에어중
- 캐논 EOS 600D TV CF(아빠편) 온에어중
- KT 올레 스마트홈키봇 스마트교육로봇키봇편 (이영애편) 온에어중
- 구몬학습지 2011년 유아 파트 지면광고
- 야마하 음악교실 지면광고

### 기타
- 현대홈쇼핑 침구, 기저귀 생방송 촬영
- 케이블광고 유아 보낭 다몸 촬영
- 스토케 신제품 출시행사 모델
- B4B 홍보영상
- 헬스조선 비타북스 '내 아이의 두뇌를 깨우는 마법놀이' 책 모델
- 시공사 '헐리우드 키즈 스타일 손뜨개' 책 모델
- 에버랜드 에버베어 홍보영상
- 공군 [공군공감] 추석 홍보영상
- 아시아나항공 매직보딩패스 홍보영상 시즌 1_AREX편
- KBS KIDS 채널 티저영상

## 수상
- 2009 EFE 아기사진 컨테스트 이에프이 상
- 2009 MBC 아카데미 연극음악원 아역모델선발대회 Feel house studio 상
- 2009 제1회 한국삐아제 유·아동 꼬마지식인 모델선발 컨테스트 1등
- 2010 보솜이 아기모델 선발대회 우수상
- 2010 제2회 아이챌린지 유아모델 선발대회 베이베파트 베니상